# Крупянка
Крупянка (в верховье Крупея) — река в России, протекает по территории Пустошкинского района Псковской области. Длина реки − 28 км, площадь водосборного бассейна — 238 км².

## Течение
Берёт начало из Крупейского озера на высоте 151 м в городе Пустошка, протекает через озера Середеевское и Островно, впадает в озеро Езерище на высоте 139,6 м, через которое протекает река Великая.
Крупнейшим притоком является река Сверзянка, впадающая слева.

## Данные водного реестра
По данным государственного водного реестра России относится к Балтийскому бассейновому округу, водохозяйственный участок реки — Великая. Относится к речному бассейну реки Нарва (российская часть бассейна).
Код объекта в государственном водном реестре — 01030000112102000027710.